# Эссекибо
Эссеки́бо (Эсекибо, англ. Essequibo, исп. Esequibo) — крупнейшая река Гайаны. Длина реки около 1000 км.
Берёт начало при слиянии рек Сипу и Чодикор на северных склонах хребта Акараи на крайнем юге страны.

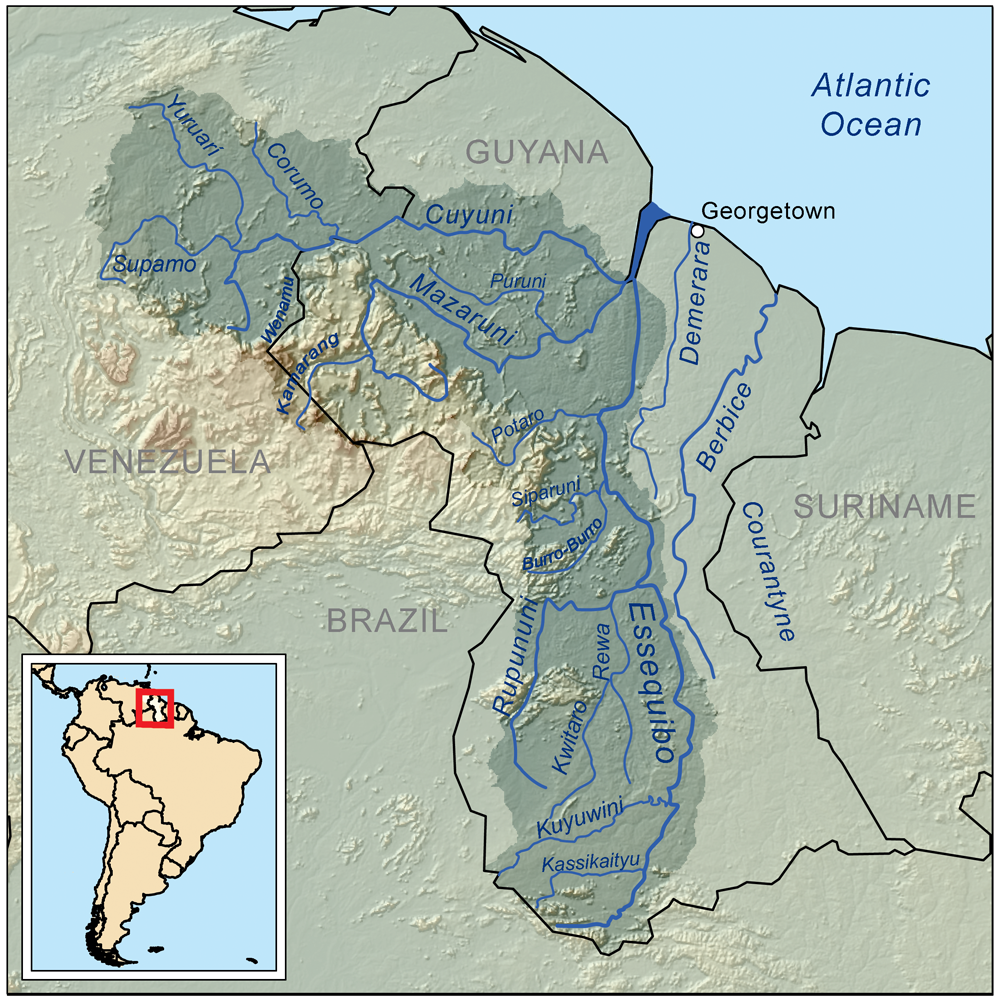

Течёт на север через влажные леса и саванны. Многочисленные водопады. В среднем и нижнем течении — острова. При впадении в Атлантический океан в 21 км севернее Джорджтауна образует эстуарий шириной до 20 км с многочисленными островами (Хог, Легуан). В эстуарий Эссекибо впадают реки Куюни и Мазаруни.
По мнению властей Венесуэлы, территория по левому берегу Эссекибо (более 60 % территории Гайаны) составляет венесуэльский штат Гайана-Эссекибо.